# Vechtstreekmuseum

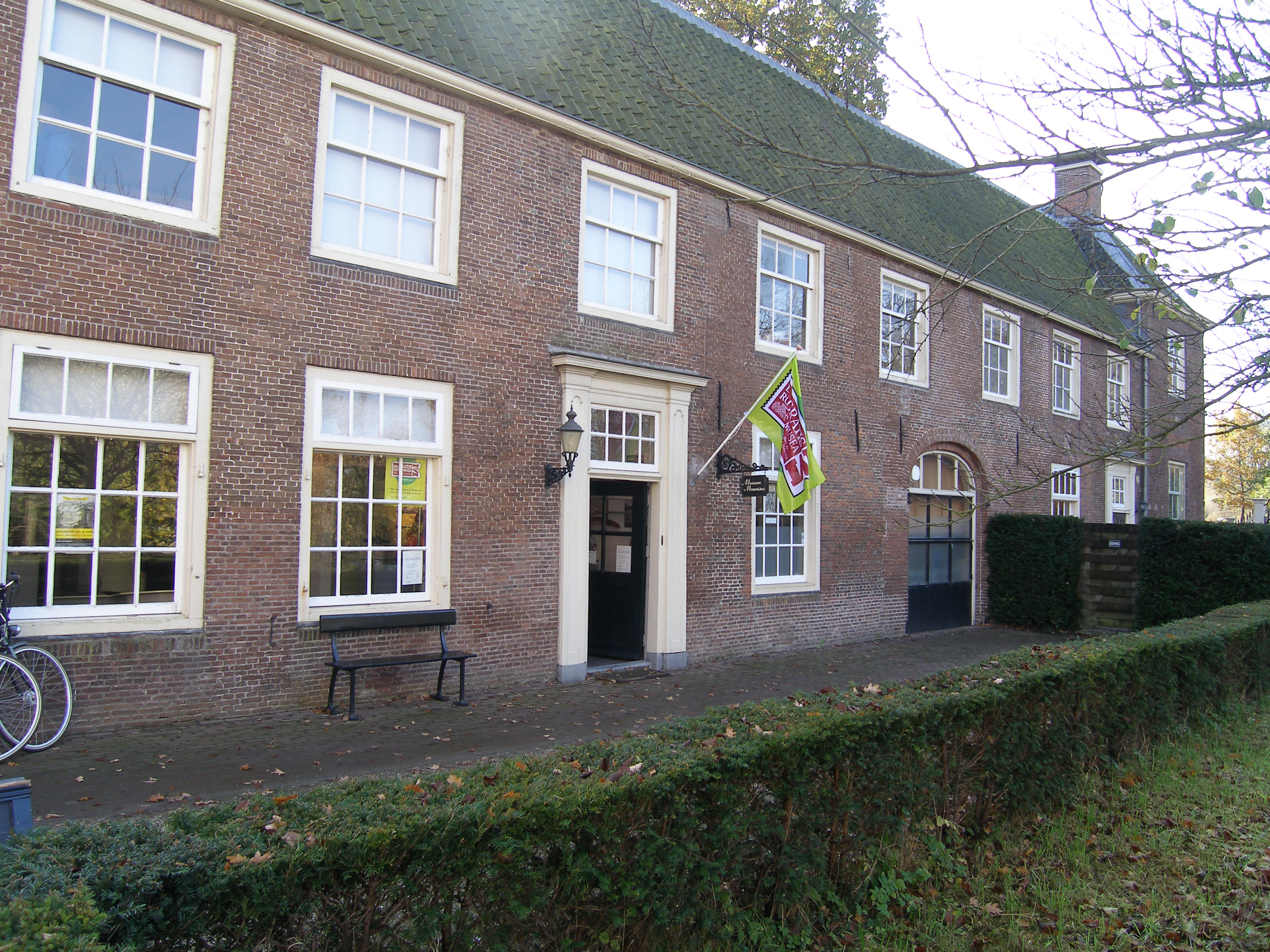
De ingang van het museum

Het Vechtstreekmuseum, tot 2011 Museum Maarssen geheten, is een streekmuseum in het Nederlandse dorp Maarssen in de provincie Utrecht over de geschiedenis van de Vechtstreek. Het museum is gelegen in het park van Goudestein, het oude gemeentehuis van Maarssen.

## Geschiedenis
Het museum is voortgekomen uit de Oudheidkamer van de gemeente Maarssen. Tot en met 2011 had het de naam Museum Maarssen en spitste zich het toe op thema's als onder meer de geschiedenis van Maarssen en de rivier de Vecht met de buitenplaatsen en theekoepels. 
In 2012 wijzigde de instelling haar naam, om te benadrukken dat zij een museum is met onderwerpen over de gehele Vechtstreek.

## Collectie
De vaste collectie is onderverdeeld inverschillende perioden:
1. 1000 - 1200, de periode van de ontginning
2. Kastelen en ridderhofsteden (±1200 - 1600)
3. Buitenplaatsen aan de Vecht (±1600 - 1800)
4. Industrialisatie (19e eeuw - 20e eeuw) (o.a. aardewerk van St. Lukas, pannenfabriek etc)

## Foto's

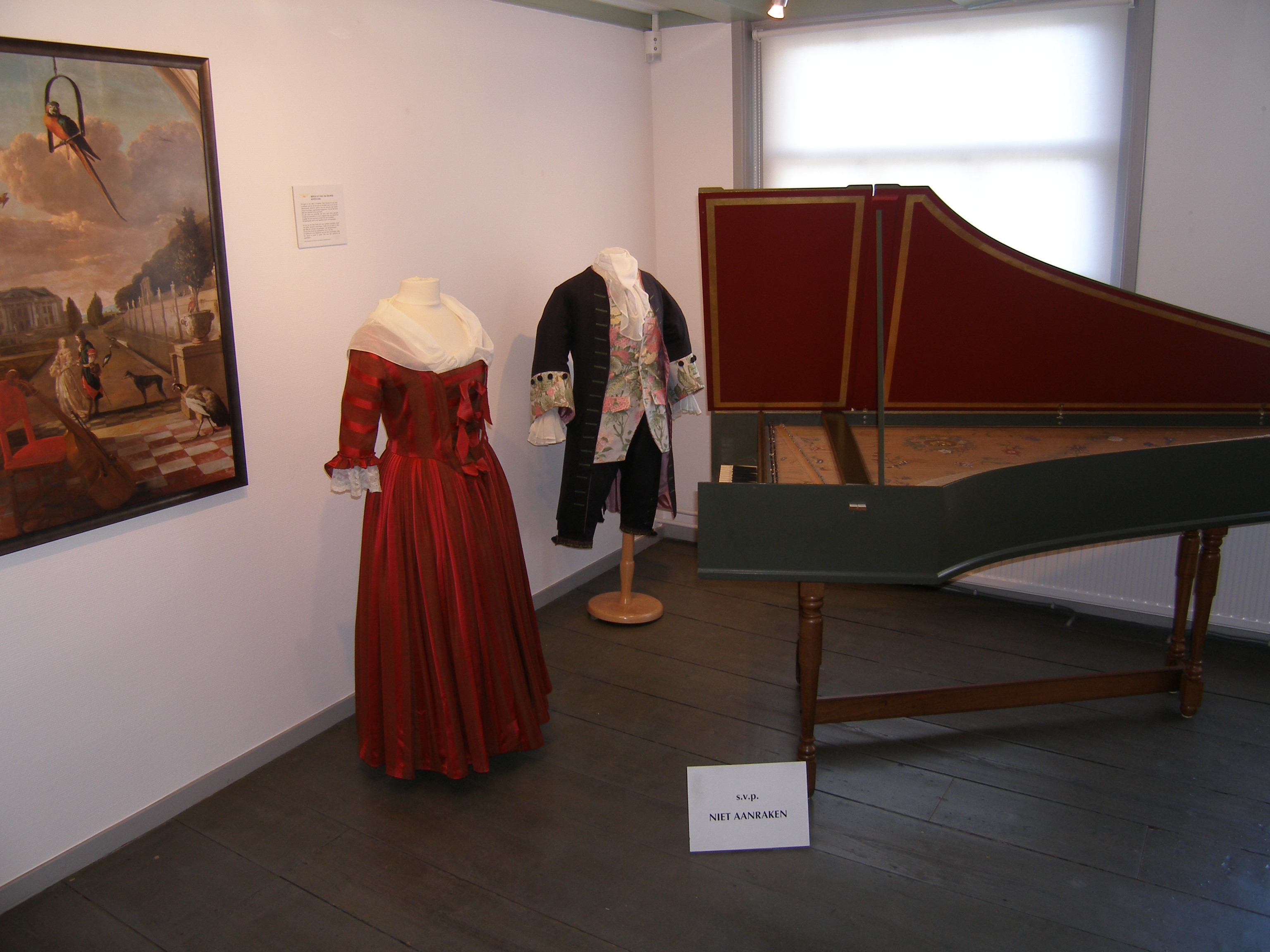
ruimte met kostuums
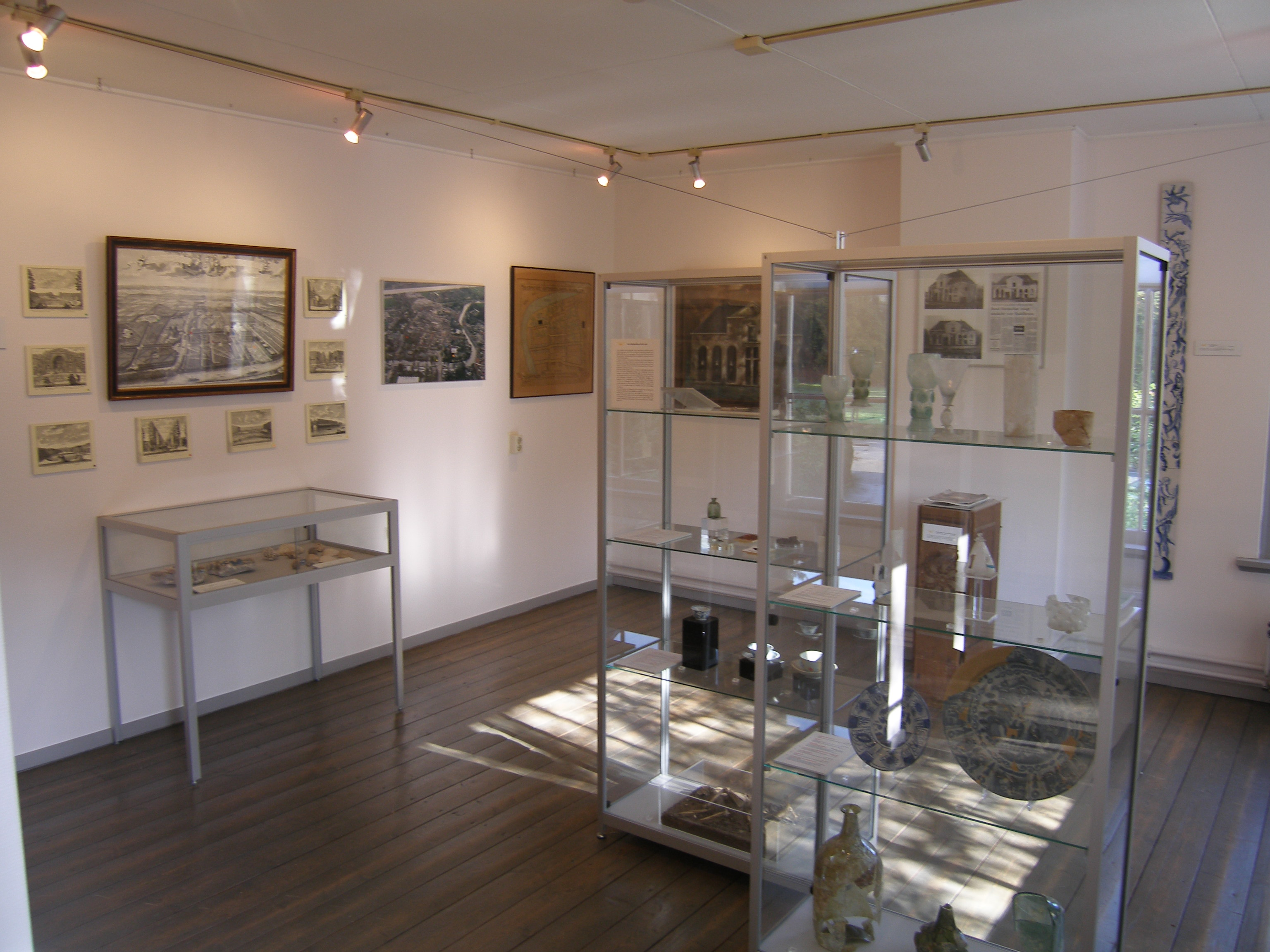
eerste verdieping